# Povl Engelstoft
Povl Engelstoft (født 4. oktober 1876 i Vissenbjerg, død 9. juni 1961 i København) var en dansk historiker. Han var søn af sognepræst F.D.Th. Engelstoft og Elisabeth, født Nyegaard.
Engelstoft blev student fra Roskilde Katedralskole 1895 og cand.mag. i 1906 med historie som hovedfag. Han fik Københavns Universitets guldmedalje i 1907 for afhandlingen Rigsrådets historie 1448-1588.
Bortset fra Haandbog i Danmarks politiske Historie fra Freden i Kiel til vore Dage (skrevet sammen med F.W. Wendt, 1934), skrev han ikke noget større historisk værk, men var til gengæld flittig bidragyder af artikler til bl.a. Historisk Tidsskrift, Det danske Folks Histore (bind VII-VIII, 1926-29), Festskrift til Kr. Erslev (1927, med afhandlingen Skellet i Danmarks Historie efter 1864) og Den danske Rigsdag 1849-1949 I—II (1949-51).
Han var redaktør og medredaktør af flere større opslagsværker, bl.a. Hagerups Konversationsleksikon (3. og 4. udgave), Weilbachs Kunstnerleksikon (3. udgave) og Jens Peter Traps Danmark (5. udgave). Vigtigst var redaktionen af Dansk Biografisk Leksikon hvor han sammen med Svend Dahl redigerede 2. udgave og selv bidrog med en lang række artikler.
Han blev i 1937 medlem af Det kongelige danske Selskab for Fædrelandets Historie, for hvilket selskab han sammen med Povl Bagge og Johannes Lomholt-Thomsen udgav Danske politiske Breve fra 1830erne og 1840erne (4 bind, 1945-58). Han var tillige medlem af den danske komité for Historikernes internationale Samarbejde 1931 og af bestyrelsen for Samfundet for Dansk Genealogi og Personalhistorie 1948 samt for Fynsk Hjemstavnsforening for København og Omegn 1930-31 og æresmedlem af Roskildensersamfundet 1946.
Han ægtede 24. marts 1910 Fanny født Brahm (født 8. juli 1878 i Vester Torup), datter af sognepræst Georg Brahm og Harriet født Jansen, men dette ægteskab blev opløst. Han giftede sig derefter 31. marts 1928 med Sigrid født Klokker (født 30. november 1899 i Odense), datter af skomagermester Peter Klokker og Laura født Hansen.